# Prințul Haosului
Prințul Haosului (1991) (titlu original Prince of Chaos) este un roman fantastic scris de Roger Zelazny, al zecelea din Cronicile Amberului, serie care se întinde pe o perioadă cuprinsă între anii 1970 și 1991.
Volumul de față continuă acțiunea din punctul în care a fost lăsată în romanul anterior, Cavalerul Umbrelor și încheie Ciclul Merlin.

## Povestea
După ce participă la încoronarea lui Luke ca rege al Kashfei, Merlin este anunțat că regele Haosului, Swayvill, a murit. El se grăbește să ajungă la înmormântare unde află că, în urma unui șir de asasinate care au avut loc în ultima vreme, el a ajuns pe a treia poziție în ceea ce privește succesiunea.
În timp ce cei doi pretendenți care îl preced mor și ei în mod misterios, Merlin se trezește pus în fața mai multor probleme: Jurt - fratele vitreg care încercase să îl asasineze de atâtea ori - îi propune un armistițiu, un vechi prieten îi face cunoscută prezența unui loc în care e posibil să fie întemnițat Corwin, iar un grup plănuiește să îl pună pe el pe tron. Situația este făcută mai dificilă de faptul că din acel grup fac parte mama lui, Mandor - celălalt frate vitreg și însuși Logrusul, iar pentru a se asigura de cooperarea lui cei trei pun la cale răpirea iubitei sale, Coral.
Presat de timp, Merlin încearcă să restabilească echilibrul dintre Model și Logrus, ajutat de Luke, de demonul ty'iga și de Dalt, îl găsește pe Corwin și îl substituie cu o fantomă și o salvează pe Coral. În cele din urmă, protejat de Ghostwheel, acceptă să se urce pe tronul Haosului dar în condițiile lui, nu în cele impuse de mama sa, de Mandor și de Logrus,

## Ciclurile seriei
Cronicile Amberului sunt constituite din două cicluri: Corwin și Merlin. În primul dintre ele elementul central în constituie succesiunea la tronul Amberului după prezumtiva moarte a regelui Oberon. Fiind unul dintre cei nouă prinți din Amber, Corwin se trezește în lupta pentru preluarea puterii, sprijinit de anumite facțiuni și în pericol de a fi eliminat de altele. În cele din urmă, el ajută la încoronarea lui Random ca rege al Amberului, moment care pune capăt primului ciclu.
Al doilea ciclu îl are ca personaj principal pe fiul lui Corwin, Merlin, care se trezește de asemenea în mijlocul unor conspirații dintre care unele îi doresc moartea, iar altele caută să îl protejeze. Abia în ultimul volum al ciclului este revelat faptul că, datorită seriei interminabile de asasinate printre pretendenții la tronul Haosului, Merlin este în postura de a deveni rege odată cu moartea lui Swayvill. Astfel, dacă primul ciclu se încheie cu înscăunarea unui rege al Amberului, cel de-al doilea are un final în oglindă, aducând un nou rege pe tronul Haosului.

## Lista personajelor
- Merlin (Merle) Corey - Duce al Granițelor de Vest și Conte de Kolvir, informatician talentat, fiu al prințului Corwin din Amber și a prințesei Dara din Haos, devenit rege al Haosului
- Mandor - frate vitreg al lui Merlin și Jurt
- Lucas (Luke) Raynard - prieten al lui Merlin, pe numele real Rinaldo, fiu al prințului Brand din Amber și al reginei Jasra, rege în Kashfa
- Modelul - entitate care conduce Amberul, al cărei reprezentant este Unicornul
- Dara - prințesă a Haosului, mamă a lui Merlin, Jurt și Despil
- Logrusul - entitate care conduce Haosul, al cărei reprezentant este Șarpele
- Jurt - frate de mamă cu Merlin, care multă vreme a încercat să îl asasineze
- Ghostwheel - inteligență artificială creată de Merlin
- Suhuy - unchi din Haos al lui Merlin
- Corwin - tatăl lui Merlin
- Ty'iga - demon fără trup care posedă trupurile altora (cum sunt Doamna din Lac, Meg Devlan, George Hansen, Dan Martinez, Vinta Bayle, Nayda) pentru a se putea afla mereu în preajma lui Merlin
- Coral - cealaltă nelegitimă a fostului rege amberit Oberon
- Glait - reatură a Haosului cu aspect de șarpe, bună prietenă cu Merlin
- Swayvill - rege al Haosului, decedat
- Gryll - creatură a Haosului, prieten din copilărie al lui Merlin
- Kergma - creatură a Haosului, prietenă din copilărie a lui Merlin
- Borel - cel mai bun spadasin al Curților Haosului, asasinat de Corwin într-una din cărțile primei serii
- Dworkin - maestru al Modelului și creator de Atuuri în Amber
- Gilva - femeie a Haosului din casa Hendrake
- Julia - fostă iubită a lui Merlin, care a încercat să se răzbune pe el ascunsă sub chipul Măștii
- Dalt - mercenar, învins în trecut de amberiți în bătălia Kolvirului
- Tubble din Chanicut - pretendent la tronul Haosului, asasinat
- Tmer din Jesby - pretendent la tronul Haosului, asasinat
- Flora - prințesă din Amber
- Fiona - prințesă din Amber
- Llewella - prințesă din Amber
- Deirdre - prințesă din Amber
- Random - rege al Amberului
- Martin - fiul regelui Random
- Gerard - prinț din Amber
- Bleys - prinț din Amber
- Benedict - prinț din Amber
- Julian - prinț din Amber
- Eric - prinț din Amber, decedat
- Caine - prinț din Amber, decedat
- Bill Roth - avocat, prieten bun cu Merlin
- Despil - fiu al Darei
- Jasra - regină a Ținutului celor Patru Lumi

## Traduceri în limba română
- 2008 - Prințul Haosului - Ed. Tritonic, traducere Eugen Cristea, 224 pag., ISBN 978-973-733-246-2